# Klaviersonate Nr. 16 (Mozart)

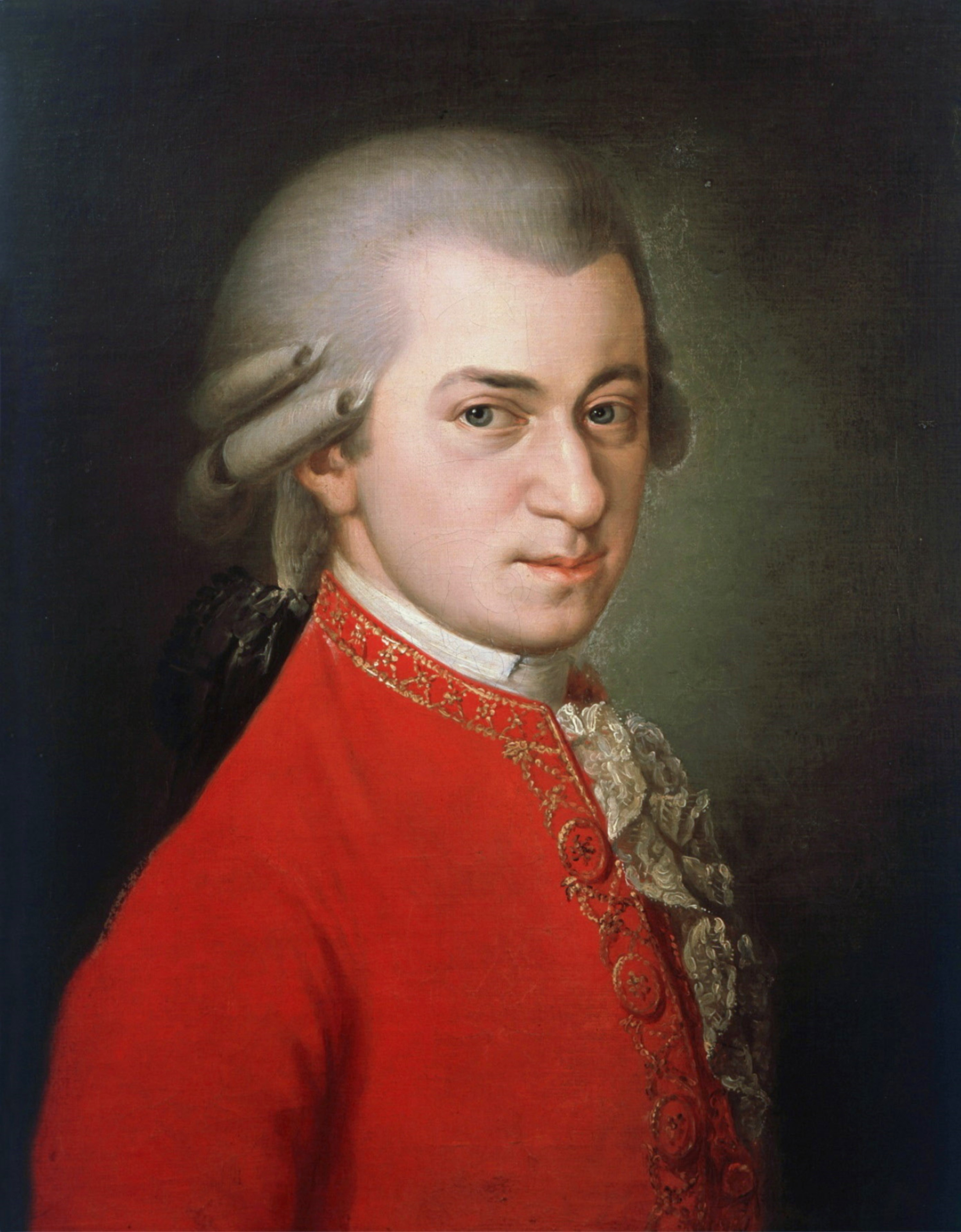
Wolfgang Amadeus Mozart (posthumes Porträt von Barbara Krafft)

Die Sonate Nr. 16 C-Dur (Sonata facile, KV 545) wurde 1788 von Wolfgang Amadeus Mozart in Wien komponiert. Sie wurde zunächst als „Eine kleine klavier Sonate für anfänger“ bezeichnet, in der Erstausgabe 1805 dann als Sonate facile.

## Entstehungsgeschichte
Die Sonate wurde von Mozart 1788 in Wien komponiert – im gleichen Jahr wie die Violinsonate Nr. 36 (Mozart), die eine ähnliche Anfangsmelodie hat und von ihm ebenfalls als „für Anfänger“ betitelt wurde. Mutmaßlich hatte Mozart vor, durch den Verkauf von Werken für Anfänger Einnahmen zu erhalten, da er zu dieser Zeit knapp bei Kasse war. Allerdings publizierte er die Sonate zu Lebzeiten nicht mehr. Er schickte das Werk am 2. August 1788 zusammen mit anderen Werken in einem seiner letzten Briefe an seine Schwester. Erst im Jahre 1805, 14 Jahre nach seinem Tod, wurde die Sonate erstmals in einem Wiener Verlag veröffentlicht.

## Aufbau
1. Allegro in C-Dur
2. Andante in G-Dur
3. Rondo in C-Dur

### 1. Satz Allegro

#### Die Exposition

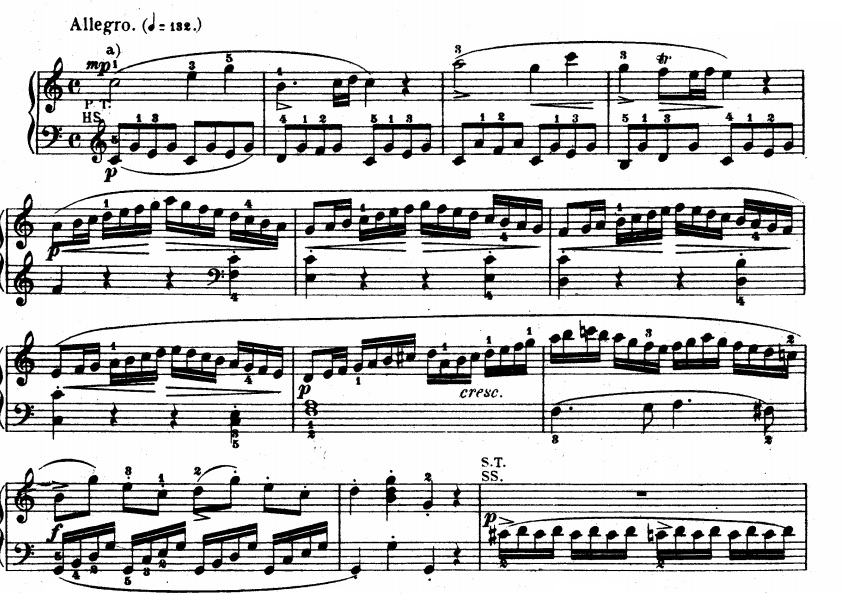
Beginn des ersten Satzes der Sonate

Die Exposition der Sonata facile beginnt mit dem Hauptthema in der Tonika (C-Dur). Das Thema wird ausschließlich von der rechten Hand gespielt, während die linke Hand mit ihren gebrochenen Dreiklängen als akkordische Unterstützung fungiert. Dabei bewegt sich Mozart ausschließlich in den Funktionen der Tonika, Subdominante und Dominante, welche er symmetrisch verwendet (T;D;T;S;T;D;T), was einen ruhigen Beginn ohne große Überraschungen darstellt. Das Thema des Hauptsatzes ist nur schwer in eine klassische Themenform einzuordnen. Am ehesten entspricht es der Satzform, wenn man Takt 1–2 als Phrase und T 3–4 als, in diesem Fall variierte, Phrasenwiederholung betrachtet. Die Entwicklung, die bei satzartigen Themen typischerweise der Phrasenwiederholung folgt, fällt bei dieser Betrachtungsweise schon mit dem Beginn der Überleitung des Hauptsatzes zusammen. Da jedoch viele Abstriche gemacht werden müssen, wenn man das Hauptthema einer klassischen Themenform zuordnen will, wäre auch die Aussage, dass Mozart am Anfang des Stückes keine typische Themenform verwendet hat, nicht unbegründet.
Als Überleitung zum Seitenthema verwendet Mozart sequenzierte Läufe (je über ein Oktave, von unten nach oben), die in der Funktion der Subdominante auf dem a' beginnen und stufenweise nach unten wandern. Auf dem d' angelangt, wird das in dem Lauf befindliche c zu einem cis, was einen leittontechnischen Charakter erzeugt und den ersten Hinweis auf eine Modulation zur Dominante über die Doppeldominante (D-Dur) gibt. Da sich Mozart nun gegen Schluss der ersten Überleitung in der linken Hand auf die Dominantfunktion und somit auf das G konzentriert, während auch die rechte Hand sich zunehmend auf die Töne des Dominantdreiklangs beschränkt, wird die Dominante allmählich zur neuen Tonika. Auch das Verwenden der schon erwähnten Doppeldominante in T 13 (cis' und d" als Grundton und die Septime der Doppeldominante) verstärkt diesen Eindruck. Die Überleitung zum Seitenthema erfolgt also, indem man über D-Dur zu G-Dur geführt wird und G-Dur für den Seitensatz und den Rest der Exposition als neue Tonika etabliert wird.
Nun beginnt der Seitensatz, der schematisch ähnlich wie der Hauptsatz aufgebaut ist. Beide Themen beginnen mit zweitaktigen Phrasen. Im Gegensatz zum ersten Thema kann das zweite Thema jedoch relativ sicher als Satz bezeichnet werden. Die erste Phrase wird wiederholt und es folgen, als Entwicklungsteil, sequenzierte Dreiklangsbrechungen, die, ähnlich wie beim Hauptthema, Teil der Überleitung sind, in diesem Fall Teil der Überleitung zur Schlussgruppe. Sie beginnen auf dem d, so wie die beiden Themeneinsätze vorher, womit sich die These begründen lässt, dass die Überleitung auch als Entwicklung der Phrasen fungiert.
Die Schlussgruppe der Exposition beginnt in Takt 22. Die Dreiklangsbrechungen der Überleitung werden abgelöst von einem hüpfenden Motiv mit kurzen Sechzehntelvorschlägen in der Tp. Wie im Haupt- und Seitenthema liegt die Melodie in der rechten Hand. Das Begleitmuster der linken Hand besteht dieses Mal jedoch aus insistierenden Tonrepetitionen. Die Exposition endet mit zwei Dreiklangsbrechungen in G-Dur, verschoben um eine Oktave. G-Dur wird anschließend noch einmal durch drei Akkordschläge bekräftigt.

#### Die Durchführung
Die Durchführung nimmt gleich zu Anfang die Dreiklangsbrechungen wieder auf, dieses Mal jedoch in g-Moll. Diese sind abermals zu hören in Takt 33 und 34, und zwar als Sequenz des vorangegangenen und in d-Moll. Somit hat Mozart die am Schluss der Exposition verwendeten Dreiklangsbrechungen zu einem wichtigen Element seiner Durchführung gemacht. In der Durchführung werden tatsächlich häufig Themen und Motive aus der Exposition verwendet und bearbeitet. Meist wird jedoch Material aus dem Hauptthema und, seltener, aus dem Seitenthema, verwendet. Mozart jedoch hebt den zuerst unscheinbaren Schluss der Schlussgruppe durch Wiederholung/Sequenzierung hervor. Umspielt wird dieses „Thema“ von komplementären Läufen. Bei genauerer Betrachtung fällt eine weitere Gemeinsamkeit zwischen der Durchführung und der Exposition auf. In beiden Teilen finden sich gleiche Elemente im Bass: Eine Viertelnote, darauf folgend zwei Viertelpausen und wieder eine Viertelnote. Man vergleiche hierzu T 5–8 mit T 29–30. In Takt 32 und 35 findet man, als Beispiel für die für Durchführungen charakteristische motivische Arbeit, eine Sequenz mit Stimmentausch.

#### Die Reprise
Die Läufe, die von Takt 37 ab je über eine Oktave nach unten führen, leiten nun zur Reprise über und modulieren erneut, diesmal nach F-Dur, womit die Reprise in Takt 42 beginnt. Normalerweise erwartet man an dieser Stelle die Tonika. In Mozarts Sonata facile beginnt die Reprise jedoch in der Subdominante, was dem Thema eine neue harmonische Färbung gibt. Bis auf die Tonart sind sich der erste Themeneinsatz in der Exposition und in der Reprise jedoch völlig gleich. Der erste Unterschied ist in der Überleitung zu finden, die wesentlich länger als in der Exposition ist. Es sind, nach dem schon bekannten Modell, Sechzehntelläufe, die sich über vier Takte hinweg schritt- und taktweise nach unten arbeiten, dann jedoch in die linke Hand übergehen. Dies ist womöglich die abwechslungsreichste Stelle für die linke Hand, die ansonsten keine vorherrschende Rolle hat. Insgesamt werden die Läufe noch über sechs Takte gezogen, davon vier in der linken Hand.
Mit insgesamt zehn Takten ist die Überleitung vom Haupt- zum Seitensatz in der Reprise um vier Takte länger als die in der Exposition. Während die linke Hand die Läufe übernimmt, spielt die rechte Hand die schon erwähnte Begleitung, bestehend aus einer Viertel, gefolgt von einer halben Pause und noch einer Viertel. Die Überleitung ist schon deswegen länger, weil von der Subdominante in die Tonika moduliert werden muss. Der kommende Seitensatz ist in der Tonika. Auch hier ist eine spannende Modulation zu beobachten. Die ersten fünf Takte sind noch an die Tonart des Hauptsatzes angelehnt. Dies ist ersichtlich an dem immer wiederkehrenden h, das zu einem b erniedrigt wird. Zum ersten Mal in Takt 51 wird dieses wieder zu einem h aufgelöst, die Tonart wird jedoch noch nicht eindeutig moduliert, allerdings findet man sich nun wieder ohne Vorzeichen, und in Takt 53 spielt die linke Hand einen C-Dur-Lauf.
Diese vier Takte in der linken Hand stellen sozusagen eine Überleitung in der Überleitung dar. Auch im Bass wird pro Takt der Lauf um einen Schritt nach unten sequenziert, nach dem eben erwähnten C-Dur-Lauf geht die Überleitung dann genauso weiter wie in der Exposition. Die gelegentlich auftauchenden Töne cis und fis zeigen, dass in diesem Abschnitt eine Modulation stattfindet. Der Hauptsatz der Reprise endet auf der Dominante G-Dur.
Innerhalb eines Taktes (T58) gelangt Mozart zurück zur Tonika C-Dur. Die Töne f und g spielen eine vorherrschende Rolle, die Septime und der Grundton der Dominante zu C-Dur. In der Exposition findet sich ein ganz ähnlicher Vorgang, hier allerdings, wie oben für T 13 beschrieben, mit den Funktionen Doppeldominante und Dominante.
Der Seitensatz steht in der Tonika und entspricht ansonsten der Exposition. Anders als bei der Reprise des Hauptthemas findet man hier also keine überraschenden Abweichungen vom typischen harmonischen Ablauf eines Sonatensatzes. Die Überleitung zur Schlussgruppe der Reprise ist nicht länger als ihre Parallelstelle. Nach demselben Schema ergänzen sich Dreiklänge in beiden Händen, die zur Schlussgruppe überleiten, die sich ebenfalls eng an das in der Exposition vorgestellte Material anlehnt.
Allerdings übernimmt Mozart diesen Teil nicht so vollständig wie den ersten und zweiten. Anstatt nach der Schlussgruppe eine weitere Überleitung in die Tonika schreiben zu müssen, fasst er diese in einem von beiden Händen gespielten Lauf zusammen und kehrt auf dem ebenfalls aus der Exposition zu erkennenden eintaktigen Triller auf der Dominante in die Tonika zurück. Hierbei wird ein letztes Mal das schon in der Exposition und Durchführung verwendetes Thema gespielt, diesmal in der Tonika, in welcher das Stück endet. Eine Coda, die oft den Schluss eines Sonatensatzes bildet, schreibt Mozart nicht.
Die Durchführung und die Reprise werden wiederholt, eine Anweisung, die man in Sonaten weniger häufig findet.

### 2. Satz Andante

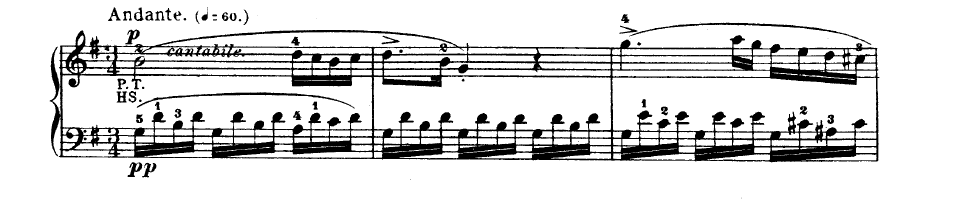
Erstes und zweites Motiv des A-Teils des zweiten Satzes

Dieser langsame Satz ist in einer sehr interessanten Form als Rondo aufgebaut. Zunächst wird in den ersten acht Takten das A-Thema, welches, wie der Satz, in G-Dur steht, vorgestellt. Es besteht hauptsächlich aus zwei Motiven, die sich auf die rechte Hand konzentrieren. Das erste Motiv besteht aus einer langen gehaltenen Note, die dann im Folgenden umspielt wird. Dabei läuft die linke Hand in einem Alberti-Bass durch. Das zweite Motiv ist ein abfallender gebrochener Akkord. Von Takt neun bis sechzehn erklingt das Thema in leicht geänderter Form nochmal (A') Dieser ganze Abschnitt (Takt 1–16) wird wiederholt.
In Takt 17 folgt der B-Teil, der in der Dominante D-Dur steht. Auf ihn folgt in Takt 25 wieder der A'-Teil, welcher exakt dem A'-Teil von Takt 9–16 gleicht. Auch die Kombination aus B- und A'-Teil wird wiederholt.
Der in Takt 33 beginnende C-Teil steht in G-moll. Hier werden die Motive teilweise transponiert und nach B-Dur und F-Dur geführt. B-Dur ist in diesem Fall die parallele Dur-Tonart zu G-moll und F-Dur die Dominante in B-Dur.
Über eine chromatische Umspielung wird das Motiv in Takt 48 wieder nach G-Dur geführt. Der A-Teil schließt sich von Takt 49 bis 56 an. Bis Takt 64 wird dann nochmal der A'-Teil angeschlossen, ehe ab Takt 65 bis zum Ende (Takt 74) eine Coda folgt. Der Satz endet hier mit der Tonika.

### 3. Satz Rondo
Dieses Rondo weist die typische Rondoform auf. Der A-Teil von Takt eins bis acht besteht aus zwei Motiven. Das erste tänzerische Motiv besteht aus Terzen. Eingeleitet wird es mit einem Zwei-Achtel-Auftakt, der zu dem Grundton c führt. Die linke Hand nimmt dieses Motiv auf und antwortet mit einer Sequenzierung. Das zweite Motiv ist eher verspielt und besteht in der rechten Hand aus von Takt zwei bis vier durchlaufenden Sechzehnteln. Die linke Hand zeigt sich als Gegensatz, der durch die punktierte Viertel entsteht.
Die vorkommenden Tonarten „umspielen“ die nach Vorzeichen und Schlussakkord bestimmende Tonart C-Dur, nämlich G-Dur (oft als G7, Dominantseptakkord), D-Dur (Doppeldominante), a-moll (Paralleltonart) und E-Dur (Dominante der Mollparallele).

## Bearbeitungen
Der norwegische Komponist Edvard Grieg ergänzte die Sonaten KV 283, KV 457, KV 533 und 545 (Sonata facile) ursprünglich zu Studienzwecken um eine „frei hinzukomponierte Begleitung eines 2. Klavieres“.
Der deutsche Komponist Johannes X. Schachtner instrumentierte die Grieg’sche Bearbeitung und brachte die Neufassung unter dem Titel „Concertino facile für Klavier und Kammerensemble“ heraus.

## Verwendung im Fernsehen
In der ARD-Serie Little Amadeus wurden die ersten Sekunden in der Titelsequenz verwendet.